# Moreno Merenda
Moreno Merenda (Zugo, 17 maggio 1978) è un allenatore di calcio ed ex calciatore svizzero, di ruolo attaccante.
Dalla stagione 2015-2016 è vice allenatore dello Sportclub Cham.

## Palmarès

### Club
- Coppa del Liechtenstein: 1

Vaduz: 2011